# Jean Ryff
Jean Rodolphe Ryff (ur. 12 stycznia 1876 w Bazylei, zm. 10 września 1944 w Porto Alegre) – szwajcarski trener i dyrektor klubu SC Internacional.